# 中順汽車
中順汽車（英語：Polarsun Automobiles）舊稱松遼汽車股份有限公司，是中國一家已倒閉的國營汽車企業，總部設於遼寧省瀋陽市，主要生產商用車、客貨車、客車及多功能休旅車等車輛，但自2013年起因債務問題已停產，並於2018年被威馬汽車通過控股方式購得其汽車生產資格。

## 歷史
中順汽車的歷史可追溯至其前身松遼汽車，早於1949年4月24日成立於南京，為華東軍區軍工廠，業務主要為修理解放軍部隊車輛。中華人民共和國成立後至韓戰爆發，該軍工廠亦曾到丹東戰線為人民志願軍搶修車輛。韓戰結束後，工廠改遷至遼寧省瀋陽市，並改編為瀋陽軍區後勤部汽車修理廠，後來於1965年統一編號為7416工廠，並於1983年改名為國營松遼汽車廠。
該公司後來於2003年重組，並改名為瀋陽中順汽車有限公司，英文名稱為""，同年於美國密歇根州底特律開設其北美研究開發中心。
但自2008年以來，中順汽車因金融海嘯及自身經營不善，主營業務開始陷于停滯，2013年的年產銷量更錄得為零，員工更只有35人，成為全中國86家上市汽車公司中唯一一家員工人數只有幾十人的企業，於2016年被工信部列入第二批“勸退”的「僵屍企業」之一。
於2018年，中順汽車被中國新能源汽車公司威馬汽車透過控股方式收購以獲得汽車生產資格，其工信部登記名稱亦由「中順汽車控股有限公司」已變更為「威馬汽車製造溫州有限公司」。

## 車款
- 中順世紀，以第四代豐田Hiace作為原型

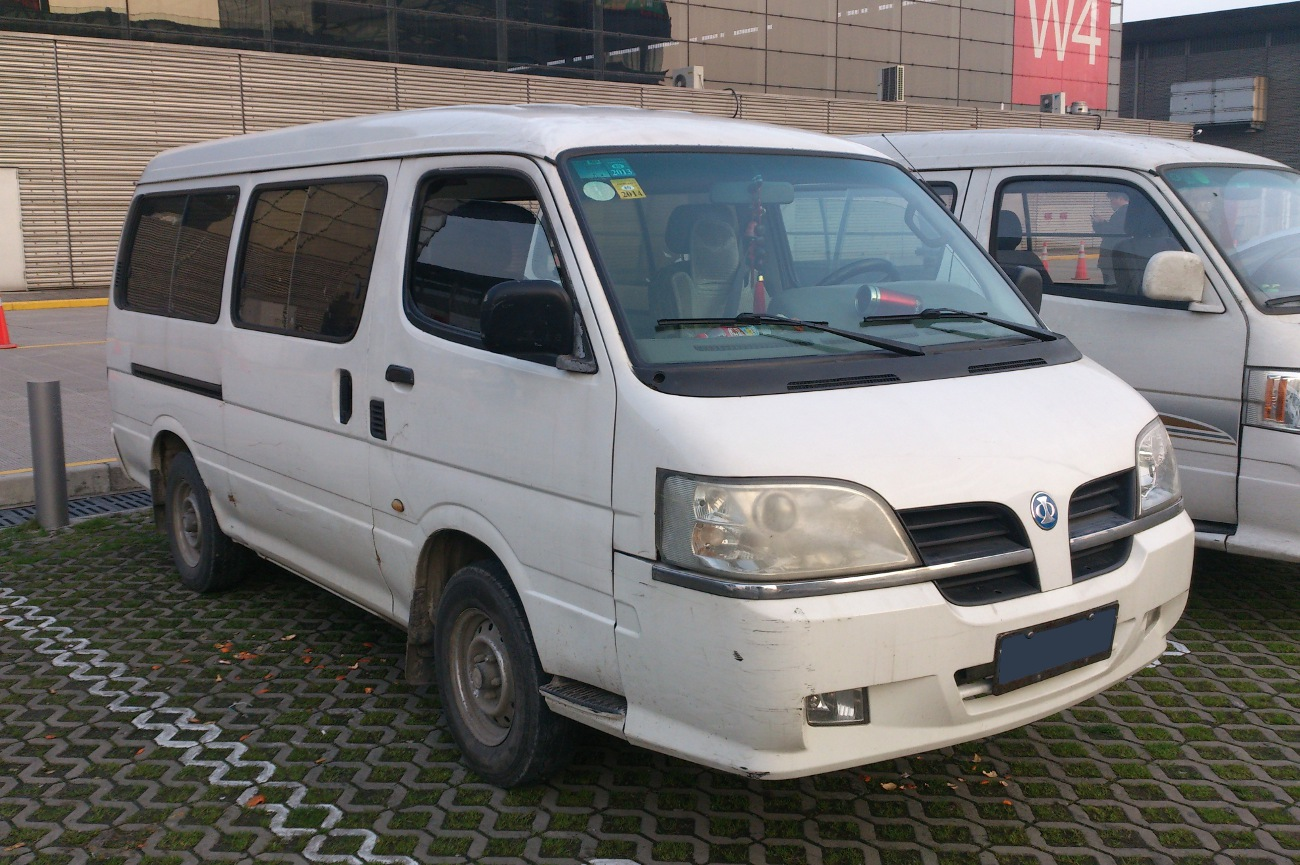
中順世紀，其原型車為第四代豐田Hiace

- 中順MPV-A，以三菱Delica Space Gear和日產Serena為原型的6-9座MPV[9]
- 中順MPV，一輛六座緊湊型MPV[10]
- 中順MPV-B，一輛五座緊湊型汽車，原型車為馬自達5
- 中順MPV-C，一輛五座緊湊型MPV，原型車為第一代本田飛度.[11]
- 中順SUV，一輛緊湊型SUV，原型車為第一代福特Escape，配備2.3升的引擎及五速手排[12]
- 中順Limousine，以本田CR-V為原型的加長轎車[13]

## 資料來源
1. 1 2  胡仁芳. . 證券日報. 2014-06-11: C02.
2. ↑  . 騰訊網. 2020-07-06.
3. ↑  .   [2020-11-15]. （原始内容存档于2020-10-29）.
4. ↑  周遠征. . 中國經營報. 2013-02-25: B06.
5. ↑  謝育辰. . 中國企業報. 2016-01-05: 07.
6. ↑  .   [2020-11-15]. （原始内容存档于2018-10-13）.
7. ↑  龔夢澤. . 證券日報. 2018-01-26.
8. ↑  .   [2020-11-15]. （原始内容存档于2019-04-06）.
9. ↑  .   [2020-11-15]. （原始内容存档于2018-10-14）.
10. ↑  .   [2020-11-15]. （原始内容存档于2019-03-31）.
11. ↑  .   [2020-11-15]. （原始内容存档于2018-10-14）.
12. ↑  .   [2020-11-15]. （原始内容存档于2019-03-31）.